# Bridgeview (Oregon)
Bridgeview az Amerikai Egyesült Államok északnyugati részén, Oregon állam Josephine megyéjében elhelyezkedő önkormányzat nélküli település.
Itt található az állam egyik borászata.